# دروپلا (استان بورگاس)
دروپلا (به بلغاری: Dropla) یک منطقهٔ مسکونی در بلغارستان است که در Ruen واقع شده‌است.